# Chevrolet Niva/VAZ-2123
El Chevrolet Niva es un automóvil producido por GM-AvtoVAZ en una variante altamente modernizada del Lada Niva. Se desarrolló en la planta de Tolyatti, en Rusia. El coche se conoció previamente como el VAZ-2123 en su diseño inicial y en su fase de preproducción. Entre sus mejoras se introduce un motor Ecotec de 1.7 litros de cilindraje con un sistema de inyección de combustible de la GM. Así mismo en la carrocería se hizo un gran rediseño, donde se renovaron los interiores y la parte frontal, pero aún hay versiones que usan el motor original del VAZ-2121, su transmisión y gran parte de sus componentes mecánicos. Sus capacidades todo terreno son ejemplarmente comparables a la de cualquiera de los modelos de todoterreno modernos en el mercado, habiendo sido desarrollado específicamente para la tundra rusa.

## Historia

### Primera generación (1998-2014)
Como resultado de la asociación inicial entre la General Motors y la AvtoVAZ, se decide por parte del conglomerado ruso el incorporar en sus modelos de exportación mejoras mecánicas originarias de la casa norteamericana, eso si; en sus modelos de base y comercializados en Rusia y en el exterior, con carrocerías reforzadas, y en el coche en específico; un motor de 1.8 litros de la misma Opel (un motor Ecotec Familia 1) a gasolina y un sistema de transmisión de origen japonés Aisin de tipo cuatro por cuatro, que solamente sirvió de preparación y estuvo contemplado hasta el año 2003. Cuando el trabajo de ingeniería se terminó de manera definitiva, su llegada al mercado se pospuso de manera constante. Al mismo tiempo, las gerencias de GM y de AvtoVAZ consideraron la construcción de una planta de manufactura de motores de la serie Ecotec, pero en julio del 2005 se anunció por parte de los encargados del proyecto que éste había sido cancelado, junto a los planes para la exportación masiva del modelo "Chevrolet Niva". Empero, dicho proyecto sería resucitado en el otoño del 2006, siendo el "Niva FAM1" el que se introduce al mercado como un nuevo coche de llegada al nivel para la gama de modelos presentada en el 2007. Su precio es mucho más elevado que en el estándar y otros de los modelos de dicha serie, lo que hizo fracasar este proyecto de forma estrepitosa teniéndose que suspender en abril del 2008. Otra de las razones fue el cese de la producción de los motores Ecotec en la fábrica ubicada en Hungría.
En el año 2009, el modelo sufre una mejora menor, en la que se hace una ligera reestilización, que fue llevada a cabo por el famoso estudio carrocero italiano Bertone entre otras mejoras menores.

### Segunda generación (2014 - 2019 )
GM-AvtoVAZ presentó en el salón automovilístico de Moscú del año 2014 un vehículo conceptual, el cual se cree que sería la nueva generación del VAZ-2123/Chevrolet Niva a fines del mes de agosto, que vería su producción en serie en el año 2016. El vehículo conceptual del posible nuevo modelo del Chevrolet Niva exhibido fue diseñado por Ondrei Koromaz de la GM. Este coche dispone de casi la misma configuración de su predecesor, salvo el cambio en el motor y su sistema de tracción de tipo integral en el prototipo (motor longitudinalmente montado, tracción 4x4 total, caja de velocidades con mecanismo de transferencia de sobre-marcha, suspensión trasera de eje rígido), cuya producción de serie, según los directivos de la Chevrolet; estaría equipada con el propulsor de desarrollo conjunto entre la GM y el conglomerado francés PSA, el motor EC8 de 1.8 litros (y 135 caballos (101 kW)), el cual iría acoplado a una caja de 5 velocidades y una transmisión de tipo manual.

## Imágenes

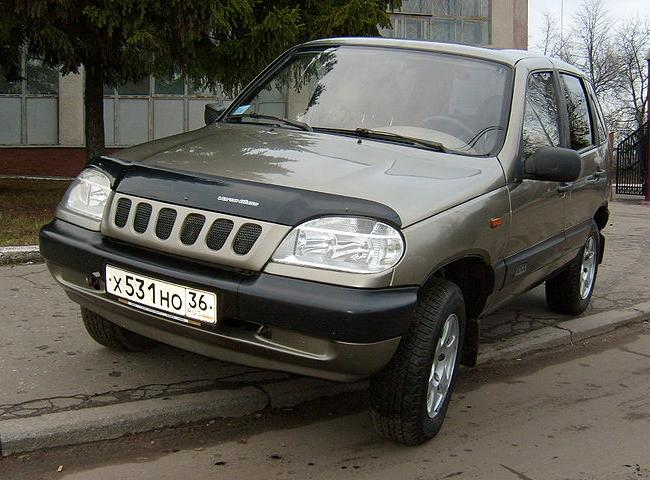
El Chevrolet Niva (VAZ-2123, versión en producción entre 1998 a 2002).
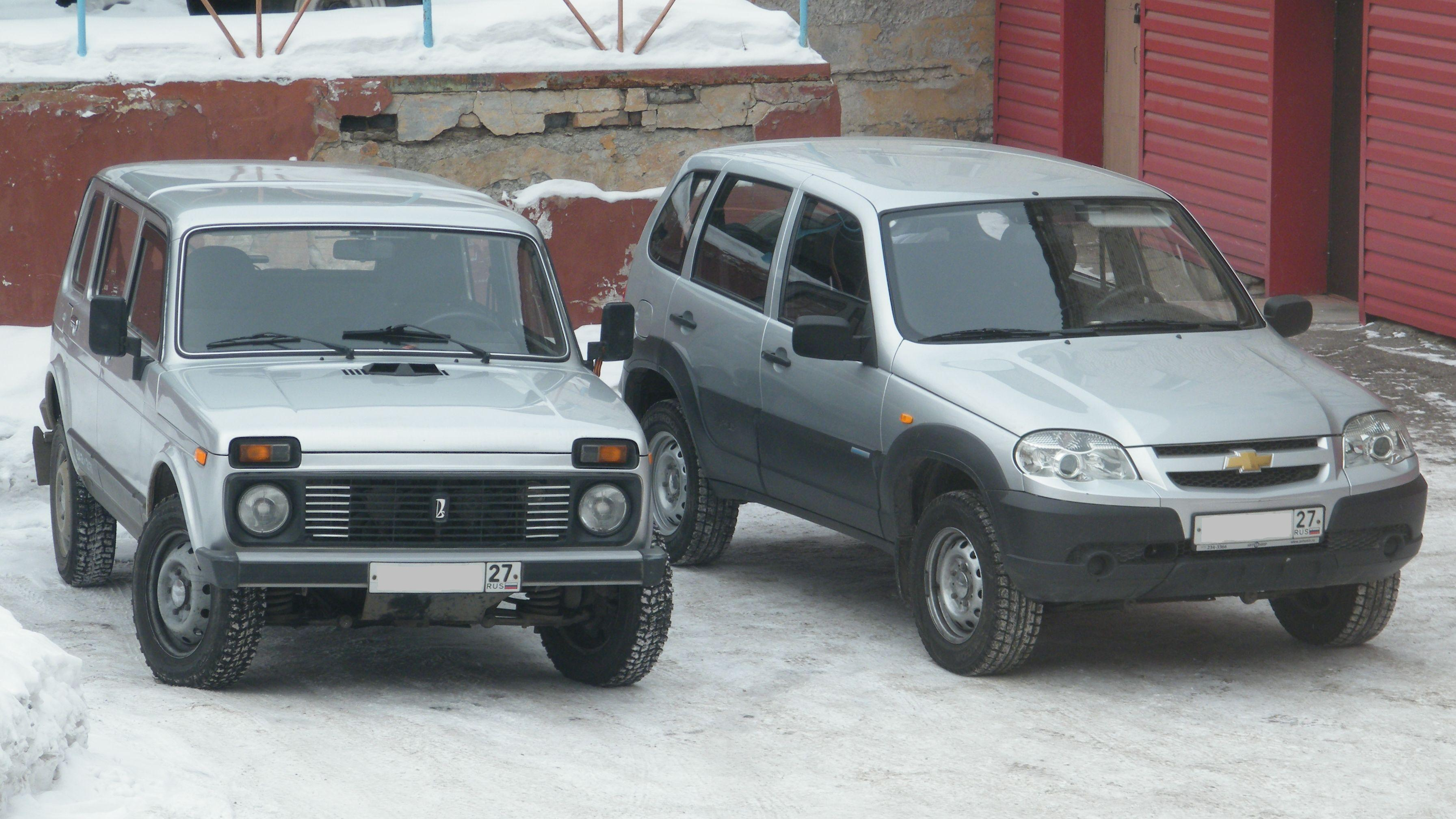
Comparativa entre el Lada Niva y el Chevrolet Niva
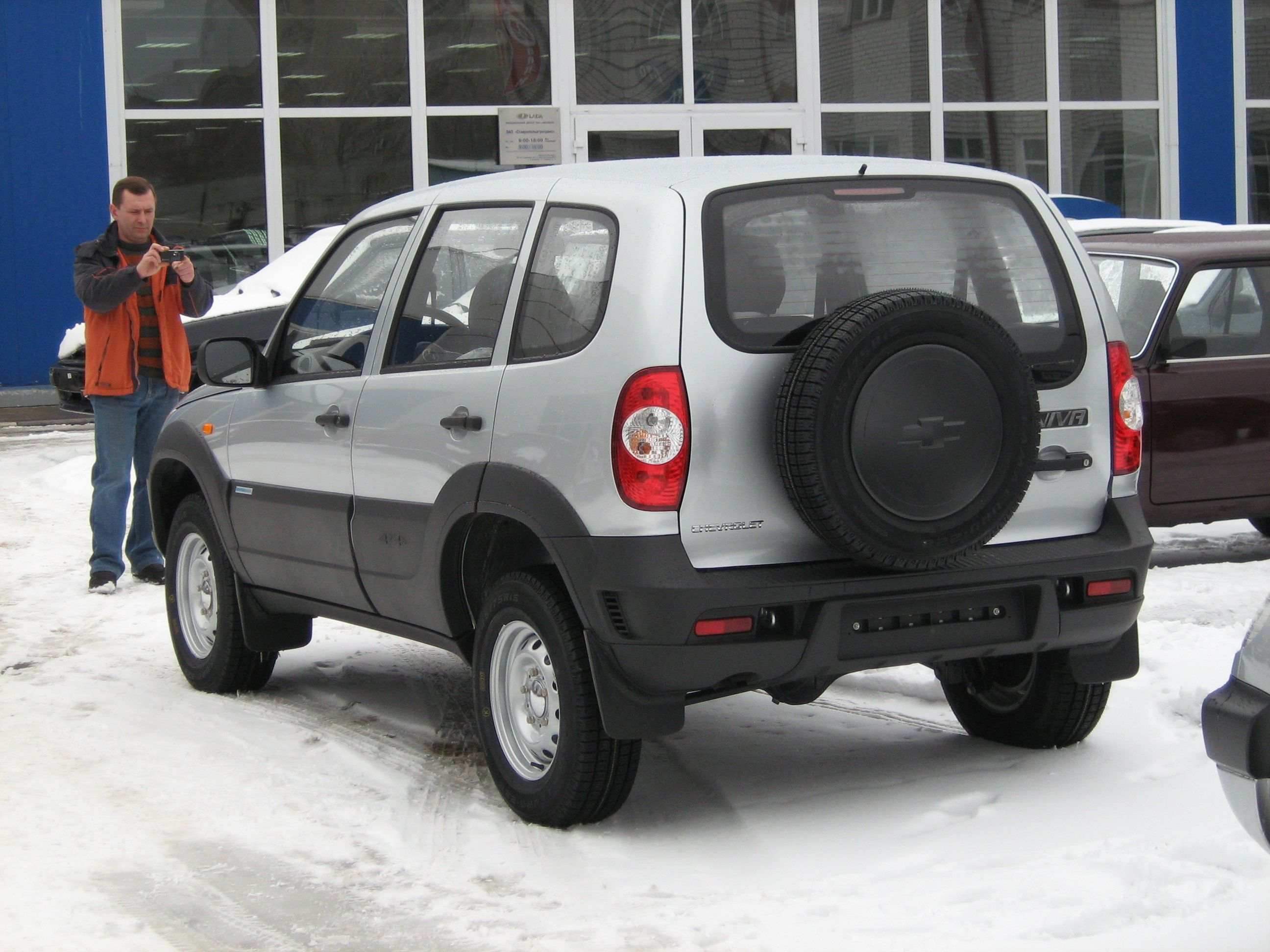
Chevrolet Niva visto desde atrás.
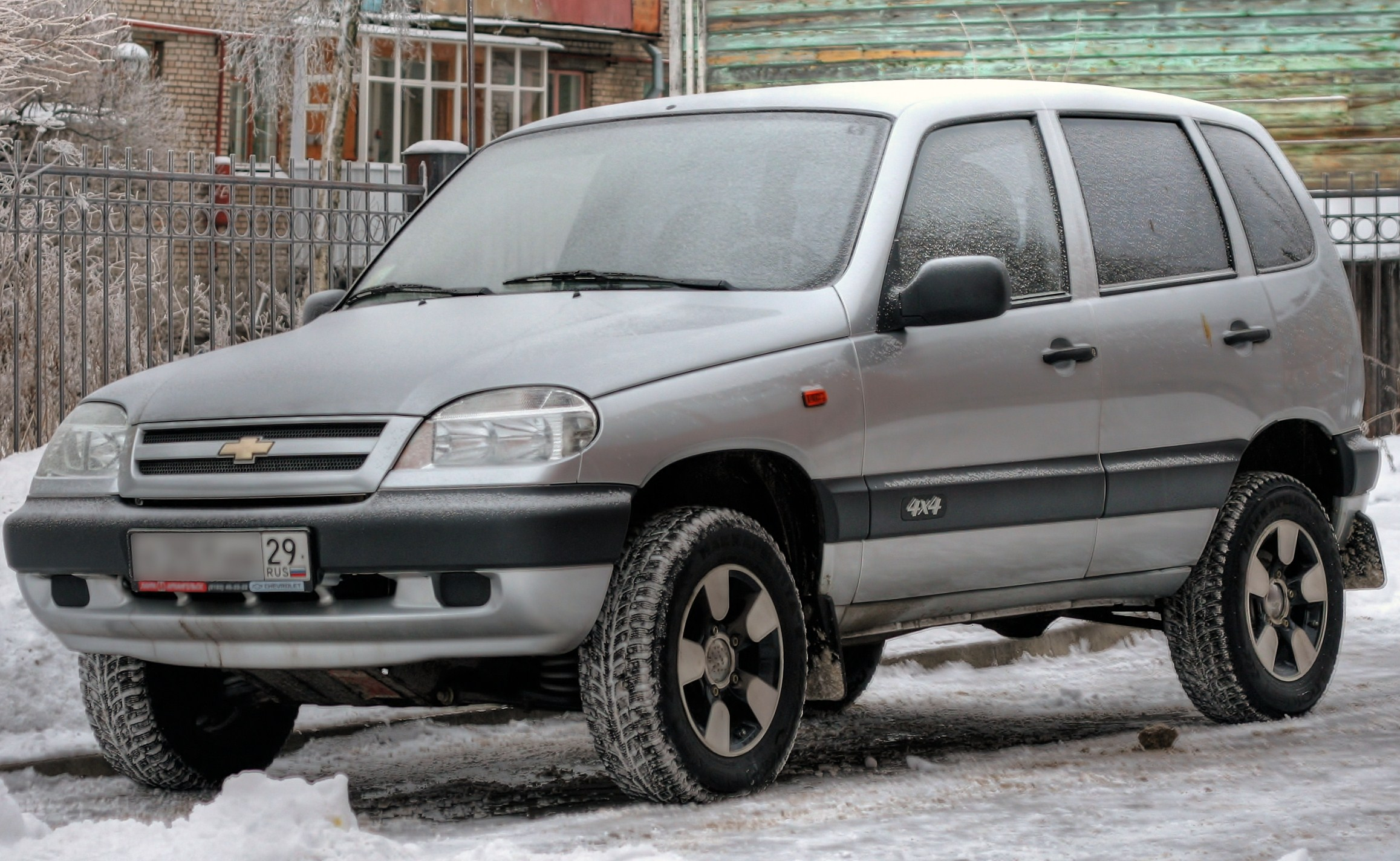
Versión del 2004-2009 del Chevrolet Niva (Producida durante la duración de la asociación GM-AvtoVAZ entre 2004 a 2010).
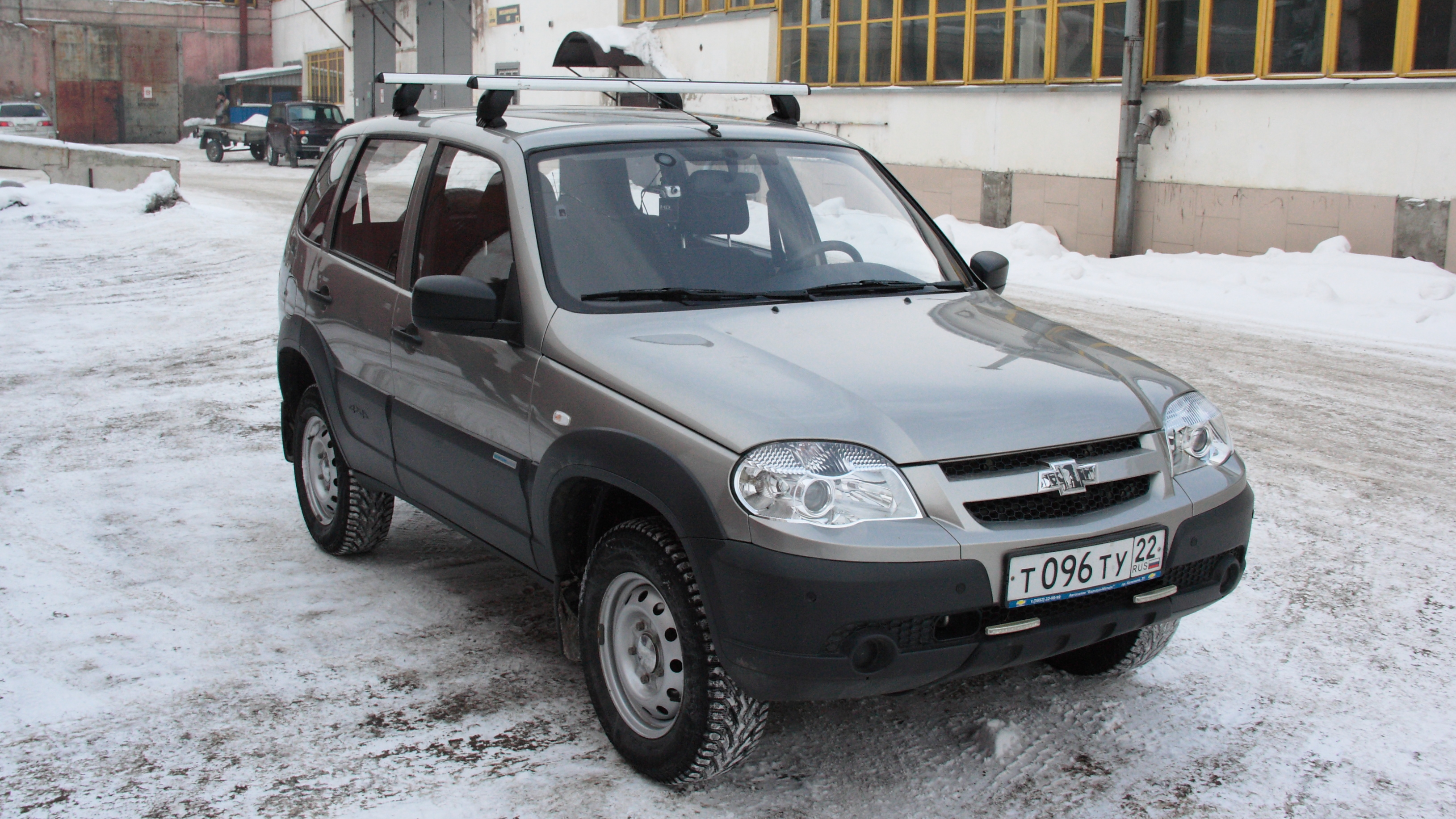
Chevrolet Niva modelo 2012 (vista frontal).